# Gao Yi
Gao Yi (21 d'abril de 1980) és una esportista xinesa que va competir en piragüisme en la modalitat d'aigües tranquil·les, guanyadora d'una medalla de plata al Campionat Mundial de Piragüisme de 2002 en la prova de K4 1000 m.
Va participar en els Jocs Olímpics d'Atenes 2004, on va finalitzar setena en la prova de K4 500 m.

## Palmarès internacional
| Campionat Mundial | Campionat Mundial  | Campionat Mundial | Campionat Mundial |
| Any               | Lloc               | Medalla           | Esdeveniment      |
| ----------------- | ------------------ | ----------------- | ----------------- |
| 2002              | Sevilla ( Espanya) | 2                 | K4 1000 m         |